# Карклин, Карл Юрьевич
Карл Юрьевич Карклин (лит. Kārlis Kārkliņš, 1865 — ?) — крестьянин, депутат Государственной думы II созыва от Лифляндской губернии.

## Биография
Латыш по национальности. Из семьи крестьянина. Получил среднее образование. Служил писарем в своей волости. Член провинциального совета при лифляндском губернаторе. Землевладелец, владел усадьбой жены в 100 десятин. На момент выборов во Вторую Государственную Думу был беспартийным.
6 февраля 1907 избран в Государственную думу II созыва от общего состава выборщиков Лифляндского губернского избирательного собрания. Вошёл во фракцию кадетов. В думских комиссиях не состоял.
В 1897 году женился в Мадлине на дочери крестьянина Анне, родившейся в Пакалните. Их дочь — врач Анна Асаре (родилась в 1898 году, в приходе Plateres, умерла в 1993 году в Колумбусе, штат Индиана, США).
Дальнейшая судьба самого К. Ю. Карклина, как и его дата смерти неизвестны.